# Einzugsmarsch aus "Der Zigeunerbaron"
Einzugsmarsch aus "Der Zigeunerbaron" är en marsch (utan opusnummer) av Johann Strauss den yngre. Den spelades första gången den 24 oktober 1885 på Theater an der Wien i Wien.

## Historia
Johann Strauss operett Zigenarbaronen hade premiär på Theater an der Wien den 24 oktober 1885. Bland operettens många höjdpunkter fanns den marsch som hälsar de segerrika ungerska trupperna i slutet av akt III. Under sommaren 1885 avbröt Strauss arbetet med Zigenarbaronen och for till Berlin för att dirigera föreställningar av Die Fledermaus, Det lustiga kriget och En natt i Venedig. Innan han återvände till Wien för att återuppta slutarbetet med Zigenarbaronen skrev han till librettisten Ignaz Schnitzel den 12 september 1885: "Intågsmarschen måste vara imponerande. Omkring 80-200 soldater (till fots och till häst), civilister (i spanska, ungerska och wienerdräkter), vanligt folk, barn med buskar och blommor - vilka de senare ska strö ut framför soldaterna etc. etc;... det måste bli en scen som är så mycket mer fantastisk än i 'Feldprediger' (Carl Millöckers operett från 1884), då vi denna gång föreställer oss en österrikisk armé och folk i glädjerus då de har vunnit en seger!".
Strauss dirigerade själv premiären av Zigenarbaronen den 24 oktober 1885 och därmed även det första framförandet av Einzugsmarsch (Nr 17) i sin originalform för kör. Sex veckor senare dirigerade brodern Eduard Strauss Capelle Strauss i det första konsertanta framförandet av marschen för orkester. Det ägde rum vid en av Eduards söndagskonserter i Gyllene salen i Musikverein den 6 december 1885. Den 12 december 1885 publicerade förlaget C. A. Spina klaverutdraget av Einzugsmarsch aus "Der Zigeunerbaron".

## Om verket
Speltiden är ca 2 minuter och 59 sekunder plus minus några sekunder beroende på dirigentens musikaliska tolkning.

## Weblänkar
- Einzugsmarsch aus "Der Zigeunerbaron" i Naxos-utgåvan.